# Joël Kimwaki
Joël Kimwaki (Kisangani, 1986. október 14. –) kongói DK válogatott labdarúgó, aki jelenleg a TP Mazembe játékosa.

## Sikerei, díjai
- Motema Pembe
  - Kongói DK bajnok: 2007-08
- TP Mazembe
  - Kongói DK bajnok: 2010-11, 2011-12, 2012-13, 2013-14
  - CAF-bajnokok ligája: 2010
  - CAF-szuperkupa: 2010, 2011

## Külső hivatkozások
- Joël Kimwaki Archiválva 2014. október 19-i dátummal a Wayback Machine-ben FIFA
- Joël Kimwaki Transfermarkt